# 第5回参議院議員通常選挙
第5回参議院議員通常選挙（だい5かいさんぎいんぎいんつうじょうせんきょ）は、1959年（昭和34年）6月2日に日本で行われた国会（参議院）議員の選挙である。

## 概説
安保改定を翌年に控える中での国政選挙であり、前年の衆院選・3年前の前回参院選に続いて自民・社会の二大政党が正面からぶつかる選挙となった。参議院議員通常選挙の選挙期日が日曜日以外に設けられたのは、今回が最後である。
自民党は前建設事務次官の米田正文・運輸省港湾局長の天埜良吉といった高位の官僚出身者を関係業界の支援の下当選させ、更に井野碩哉・野田俊作といった緑風会の現職議員を引き込んで単独過半数を初めて実現した。一方で社会党は衆院選に続いての議席数増加を狙い茨城・群馬・新潟・静岡と保守独占だった複数区に食い込みを見せたが、鈴木委員長・浅沼書記長のお膝元だった東京選挙区では（定数4人だったにも関わらず）3人の立候補者（岡田宗司・麻生良方・岡本丑太郎）が全員落選してしまう手痛い結果となり全国区でも得票が伸びず年末の西尾派など右派の集団離党への伏線となった。
一方で自社両党の狭間を狙う第三勢力を狙ったのが緑風会と創価学会・鮎川義介率いる日本中小企業政治連盟（中政連）だった。特に創価学会は3年前に2人の当選に止まっていたのが5人の候補者全員を比較的上位に当選させ東京選挙区でも3年前に惜敗した柏原ヤスが初当選を果たし一挙に存在感を増した。一方で緑風会は12人を擁立したものの保守一党化で敢えて緑風会から立候補・支持する必要性が薄れ6人しか当選しなかった。中政連も公認・非公認を含め複数候補者を擁立したが、当選は鮎川1人に止まったばかりか東京選挙区で自民党から初当選した鮎川の息子・金次郎が中政連関係者を巻き込んで大規模な選挙違反を起こしたことが表面化。1959年12月に鮎川父子は議員辞職を表明し、中政連の政治勢力化は頓挫した。
共産党は6年前に失った改選議席を前回落選した須藤五郎の当選で回復し、また岸の国防政策を批判した辻政信が全国区で上位当選した。

## 選挙データ

### 内閣
- 第2次岸内閣（第57代）

### 公示日
- 1959年（昭和34年）5月2日

### 投票日
- 1959年（昭和34年）6月2日

### 改選数
- 127議席（うち2は補充のため、任期3年）
  - 地方区：75議席
  - 全国区：52議席（うち2議席は補充のため、任期3年）

### 選挙制度
- 地方区
  - 小選挙区制：改選数25議席
    - 2人区（改選1名、単記投票）：25選挙区

  - 中選挙区制：改選数50議席
    - 4人区（改選2名、単記投票）：15選挙区
    - 6人区（改選3名、単記投票）：4選挙区
    - 8人区（改選4名、単記投票）：2選挙区
- 全国区
  - 大選挙区制：改選数52議席（うち2議席は補充のため、任期3年）

### 有権者と候補者
- 秘密投票
- 20歳以上の男女
- 有権者[1]：53,516,473名　
  - 男性：25,610,974名　
  - 女性：27,905,499名
- 立候補者[1]：330名　
  - 地方区：208名　
  - 全国区：122名

## 選挙結果

### 投票率
- 地方区：58.75%（投票者数：31,439,753名）
- 全国区：58.74%（投票者数：31,436,664名）

### 議席数
| 党派             | 地方区     | 地方区 | 地方区 | 全国区     | 全国区 | 全国区 | 議席 合計 |
| 党派             | 得票       | 比率   | 議席   | 得票       | 比率   | 議席   | 議席 合計 |
| ---------------- | ---------- | ------ | ------ | ---------- | ------ | ------ | --------- |
| 自由民主党       | 15,667,022 | 52.0%  | 49     | 12,120,598 | 41.2%  | 22     | 71        |
| 日本社会党       | 10,265,394 | 34.1%  | 21     | 7,794,754  | 26.5%  | 17     | 38        |
| 日本共産党       | 999,255    |        | 0      | 551,196    | 1.9%   | 1      | 1         |
| 緑風会           | 731,383    | 2.4%   | 2      | 2,382,703  | 8.1%   | 4      | 6         |
| 中小企業政治連盟 |            |        |        | 598,519    | 2.0%   | 1      | 1         |
| その他の党派     | 155,189    |        | 0      | 154,743    |        | 0      | 0         |
| 無所属           | 2,311,112  | 7.7%   | 3      | 5,817,187  | 19.8%  | 7      | 10        |
| 合計             | 30,129,355 |        | 75     | 29,420,419 |        | 52     | 127       |

| 政党／無所属             | 改選 | 非改選 | 合計 |
| ------------------------ | ---- | ------ | ---- |
| 与党                     | 71   | 61     | 132  |
| 自由民主党               | 71   | 61     | 132  |
| 野党他                   | 56   | 62     | 118  |
| 日本社会党               | 38   | 47     | 85   |
| 緑風会                   | 6    | 5      | 11   |
| 創価学会系無所属         | 6    | 3      | 9    |
| 日本共産党               | 1    | 2      | 3    |
| 諸派（中小企業政治連盟） | 1    | 0      | 1    |
| 無所属                   | 4    | 5      | 9    |
| 合計                     | 127  | 123    | 250  |

### 政党・政治団体
自由民主党
| 総裁   | 副総裁   | 幹事長   | 総務会長 | 政務調査会長 | 国会対策委員長 | 参議院議員会長 |
| ------ | -------- | -------- | -------- | ------------ | -------------- | -------------- |
| 岸信介 | 大野伴睦 | 福田赳夫 | 益谷秀次 | 中村梅吉     | 村上勇         | 重宗雄三       |

日本社会党
| 中央執行委員長 | 書記長     | 政策審議会長 | 国会対策委員長 | 参議院議員会長 |
| -------------- | ---------- | ------------ | -------------- | -------------- |
| 鈴木茂三郎     | 浅沼稲次郎 | 勝間田清一   | 山本幸一       | 岡田宗司       |

緑風会
創価学会系無所属
| 中央執行委員長 | 中央執行副委員長 | 書記長 | 政務調査会長 |
| -------------- | ---------------- | ------ | ------------ |
| 原島宏治       | 北条浩           | 龍年光 | 小平芳平     |

日本共産党
| 野坂参三 | 宮本顕治 | 志賀義雄 | 袴田里見 |

## 議員

### この選挙で選挙区当選
自民党   社会党   緑風会   無所属   創価学会系無所属 
| 北海道     | 北海道   | 北海道   | 北海道     | 青森県   | 岩手県     | 宮城県   | 秋田県     | 山形県     | 福島県     | 福島県     |
| ---------- | -------- | -------- | ---------- | -------- | ---------- | -------- | ---------- | ---------- | ---------- | ---------- |
| 米田勲     | 堀末治   | 井川伊平 | 千葉信     | 佐藤尚武 | 谷村貞治   | 村松久義 | 松野孝一   | 村山道雄   | 石原幹市郎 | 田畑金光   |
| 茨城県     | 茨城県   | 栃木県   | 栃木県     | 群馬県   | 群馬県     | 埼玉県   | 埼玉県     | 千葉県     | 千葉県     |            |
| 大森創造   | 武藤常介 | 戸叶武   | 湯沢三千男 | 大和与一 | 最上英子   | 小林英三 | 天田勝正   | 小沢久太郎 | 加瀬完     |            |
| 神奈川県   | 神奈川県 | 山梨県   | 東京都     | 東京都   | 東京都     | 東京都   | 新潟県     | 新潟県     | 富山県     |            |
| 河野謙三   | 田上松衛 | 安田敏雄 | 柏原ヤス   | 市川房枝 | 鮎川金次郎 | 黒川武雄 | 佐藤芳男   | 武内五郎   | 桜井志郎   |            |
| 石川県     | 福井県   | 長野県   | 長野県     | 岐阜県   | 静岡県     | 静岡県   | 愛知県     | 愛知県     | 愛知県     | 三重県     |
| 鳥畠徳次郎 | 高橋衛   | 羽生三七 | 木内四郎   | 田中啓一 | 太田正孝   | 小林武治 | 青柳秀夫   | 杉浦武雄   | 近藤信一   | 井野碩哉   |
| 滋賀県     | 京都府   | 京都府   | 大阪府     | 大阪府   | 大阪府     | 兵庫県   | 兵庫県     | 兵庫県     | 奈良県     | 和歌山県   |
| 村上義一   | 井上清一 | 永末英一 | 赤間文三   | 村尾重雄 | 亀田得治   | 岡崎真一 | 青田源太郎 | 松沢兼人   | 木村篤太郎 | 野村吉三郎 |
| 鳥取県     | 島根県   | 岡山県   | 岡山県     | 広島県   | 広島県     | 山口県   | 徳島県     | 香川県     | 愛媛県     | 高知県     |
| 中田吉雄   | 佐野広   | 秋山長造 | 加藤武徳   | 宮沢喜一 | 藤田進     | 吉武恵市 | 三木與吉郎 | 津島壽一   | 増原恵吉   | 寺尾豊     |
| 福岡県     | 福岡県   | 福岡県   | 佐賀県     | 長崎県   | 熊本県     | 熊本県   | 大分県     | 宮崎県     | 鹿児島県   | 鹿児島県   |
| 吉田法晴   | 野田俊作 | 剱木亨弘 | 鍋島直紹   | 藤野繁雄 | 桜井三郎   | 松野鶴平 | 村上春蔵   | 二見甚郷   | 西郷吉之助 | 谷口慶吉   |

### この選挙で全国区当選
自民党   社会党   緑風会   共産党   中小企業政治連盟   無所属   創価学会系無所属 
| 1位-10位  | 米田正文 | 鹿島守之助 | 辻政信     | 前田久吉 | 石田次男   | 金丸冨夫 | 奥むめお   | 重政庸徳   | 天埜良吉 | 大倉精一 |
| 11位-20位 | 石谷憲男 | 赤松常子   | 加賀山之雄 | 中尾辰義 | 小平芳平   | 野上元   | 木村禧八郎 | 鮎川義介   | 原島宏治 | 下村定   |
| 21位-30位 | 北畠教真 | 松本治一郎 | 植垣弥一郎 | 梶原茂嘉 | 上林忠次   | 牛田寛   | 山本伊三郎 | 岡三郎     | 青木一男 | 鹿島俊雄 |
| 31位-40位 | 鶴園哲夫 | 大谷贇雄   | 鈴木恭一   | 横山フク | 岡村文四郎 | 山本杉   | 阿具根登   | 高瀬荘太郎 | 永岡光治 | 高野一夫 |
| 41位-50位 | 久保等   | 野本品吉   | 田中清一   | 山口重彦 | 千葉千代世 | 須藤五郎 | 川上為治   | 基政七     | 豊瀬禎一 | 徳永正利 |

- 補欠当選（任期3年）- 第4回で選出された小野義夫、本多市郎の欠員による。

| 51位-52位 | 中村順造 | 向井長年 |

### 補欠当選
- 熊本選挙区 桜井三郎（1960.4.8死去）→野上進（1960.5.18補欠当選）
- 宮崎選挙区 二見甚郷（辞職）→温水三郎（1961.12.10補欠当選）
- 熊本選挙区 松野鶴平（1962.10.18死去）→沢田一精（1962.11.30補欠当選）
- 栃木選挙区 湯沢三千男（1963.2.21死去）→坪山徳弥（1963.4.6補欠当選）
- 福岡選挙区 吉田法晴（北九州市長選立候補による辞任）→小宮市太郎（1963.4.9補欠当選）
- 茨城選挙区 武藤常介（1963.8.6死去）→鈴木一司（1963.9.18補欠当選）
- 愛知選挙区 杉浦武雄（1963.9.12死去）→八木一郎（1963.10.28補欠当選）
- 京都選挙区 永末英一（衆院選立候補による辞任）→植木光教（1963.12.10補欠当選）
- 和歌山選挙区 野村吉三郎（1964.5.8死去）→和田鶴一（1964.6.21補欠当選）
- 岡山選挙区 秋山長造、加藤武徳（共に岡山県知事選立候補による辞任）→秋山長造、木村睦男（1964.12.9補欠当選）

### この選挙で初当選
計51名
※初当選者のうち、衆議院議員経験者には「※」、貴族院議員経験者には「△」の表示がある。
自由民主党
28名
- 鮎川金次郎
- 青田源太郎
- 赤間文三
- 天埜良吉
- 井川伊平

- 植垣弥一郎
- 太田正孝※
- 鹿島俊雄
- 川上為治
- 北畠教真

- 桜井三郎
- 桜井志郎
- 佐藤芳男※
- 下村定
- 杉浦武雄※

- 田中清一
- 谷口慶吉
- 谷村貞治
- 徳永正利
- 鍋島直紹

- 二見甚郷※
- 村上春蔵
- 村松久義※
- 村山道雄
- 山本杉

- 湯沢三千男△
- 吉武恵市※
- 米田正文

日本社会党
14名
- 大森創造
- 田上松衛
- 武内五郎
- 千葉千代世
- 鶴園哲夫

- 野上元
- 豊瀬禎一
- 永末英一
- 基政七
- 安田敏雄

- 山本伊三郎
- 米田勲
- 中村順造（任期3年）
- 向井長年（任期3年）

無所属
3名
- 金丸冨夫
- 辻政信※
- 鳥畠徳次郎

創価学会系無所属
6名
- 石田次男
- 牛田寛
- 柏原ヤス
- 小平芳平
- 中尾辰義
- 原島宏治

### この選挙で返り咲き
計5名
自由民主党
2名
- 岡村文四郎
- 鈴木恭一

日本社会党
2名
- 木村禧八郎
- 村尾重雄

日本共産党
1名
- 須藤五郎

### この選挙で引退･不出馬
計25名
自由民主党
15名
- 雨森常夫
- 有馬英二
- 石坂豊一
- 井上知治
- 川口為之助

- 川村松助
- 木島虎蔵
- 酒井利雄
- 関根久蔵
- 苫米地義三

- 土田国太郎
- 西岡ハル
- 松岡平市
- 森田豊寿
- 吉野信次

日本社会党
3名
- 河合義一
- 三木治朗
- 山下義信

緑風会
5名
- 北勝太郎
- 竹下豊次
- 田村文吉
- 早川慎一
- 宮城タマヨ

第十七控室
1名
- 八木幸吉

無所属クラブ
1名
- 長谷部広子

### この選挙で落選
計21名
自由民主党
11名
- 青山正一
- 石井桂
- 伊能芳雄
- 榊原亨
- 小西英雄
- 佐藤清一郎

- 柴野和喜夫
- 中山福蔵
- 広瀬久忠
- 宮田重文
- 森田義衛

日本社会党
5名
- 安部キミ子
- 海野三朗
- 岡田宗司
- 柴谷要
- 湯山勇

緑風会
3名
- 後藤文夫
- 島村軍次
- 豊田雅孝

無所属
2名
- 高良とみ
- 鶴見祐輔